# 卤化氰
卤化氰是氰基和卤素原子组成的化合物。 卤化氰被归类为拟卤素。

## 制备
卤化氰可由卤素和金属氰化物化合而成。
{\displaystyle \mathrm {MCN+X_{2}\longrightarrow XCN+MX} }
M = 金属, X = 卤素

## 性质
氯化氰在-6 °C融化，在大约150 °C时沸腾。 溴化氰则在52 °C融化，61 °C时沸腾。碘化氰在常压下升华。
根据卤素电负性的不同，与氢氧化钠反应时，它们对应的氰化物反应结果也不同。
{\displaystyle \mathrm {XCN+2\ NaOH\longrightarrow NaOCN+NaX+H_{2}O} }
(X = F, Cl)
{\displaystyle \mathrm {XCN+2\ NaOH\longrightarrow NaOX+NaCN+H_{2}O} }
(X = Br, I)